# Bert H. Miller
Bert Henry Miller, född 15 december 1879 i St. George, Utahterritoriet, död 8 oktober 1949 i Washington, D.C., var en amerikansk demokratisk politiker och jurist. Han representerade delstaten Idaho i USA:s senat från 3 januari 1949 fram till sin död.
Miller avlade 1901 grundexamen vid Brigham Young University och 1902 juristexamen vid Cumberland School of Law. Han inledde 1903 sin karriär som advokat i Idaho. Han var åklagare för Fremont County, Idaho 1912–1914. Han var delstatens justitieminister (Idaho Attorney General) 1933–1937 och 1941–1945. Därefter tjänstgjorde han som domare i Idahos högsta domstol.
Miller besegrade sittande senatorn Henry Dworshak i senatsvalet 1948. Han avled i ämbetet efter nio månader som senator för Idaho och efterträddes av företrädaren Dworshak.
Millers grav finns på Morris Hill Cemetery i Boise.